# Pius Pujades
Josep Pujadas i Lladó, més conegut com a Pius Pujades, (Girona, 8 de gener de 1938) és periodista, mestre i escriptor català. Fundador, amb Just M. Casero, del Punt Diari i creador de la revista L'Abella d'or (segona etapa).

## Biografia
Llicenciat en Ciències de la Informació a la Universitat Autònoma de Barcelona i diplomat per l'Escola de Magisteri de Girona. Mestre de català per les universitats Central i Autònoma de Barcelona. Ha exercit com a professor de primària en diverses etapes de la seva vida i sempre com a periodista i escriptor.
Va ser perseguit, condemnat i empresonat pel règim franquista per haver escrit amb Jordi Soler l'obra satírica en vers "La llum del cuarto fosc".
Com a periodista va fundar juntament amb Just Manuel Casero i Madrid (el 1979) el Punt Diari i el va dirigir entre 1980-1982, va ser cap de redacció d'Avui (1981-1990), creador de la revista L'Abella d'or (1990- 1991) i director del Diari d'Andorra (1991-1992).
Al camp cinematogràfic va participar com a guionista de Jordi Lladó a "Amor adolescente", "Un laberinto", "La mare" i "És ben difícil de matar el petit monstre que tots portem a dintre", les dues primeres estrenades comercialment i les últimes, curts premiats en diferents certàmens.
Com a narrador va ser guardonat per "Correo de la noche" amb el premi Anàbasis. Ha publicat una vintena de contes de Nadal al Diari d'Andorra (Premi Govern d'Andorra el 2000 per "Pessebre amb figures")
Va col·laborar a Revista Europa i Primer Acto. Crític teatral de Los Sitios y Radio Girona. A Presència conduïa la secció "No ens traiem el barret". També ha estat corresponsal, redactor o col·laborador de la revista mensual Usted, Ràdio Girona, Solidaridad Nacional, El Correo Catalán, Tele/eXprés, Serra d'Or, Tele/Estel i El País. Com a guionista al programa de ràdio "Dreceres de la nostra llengua", amb Albert Jané, Enric Frigola i Francina Boris (1976 i següents) i per a la televisió al programa "Tot art", de TVE a Catalunya.
Fou perseguit, condemnat i encarcelat pel règim franquista per haver escrit amb Jordi Soler l'obra satírica envers La llum del quart fosc. Com a periodista va fundar juntament amb Just Manuel Casero i Madrid (el 1979) el Punt Diari i dirigir-lo entre 1980-1982, va ser cap de redacció de l'Avui (1982-1990), creador de la revista L'Abella d' or (1990-1991) i director del Diari d'Andorra (1991-1992).

## Obra
- Girona grisa i negra. Col·lecció Llibres a l'abast - Edicions 62. (1972) (amb N.J. Aragó, J.M Casero i J. Guillamet) ISBN 9788429708790
- Trenta cares, trenta creus i una de canto. Editorial Pòrtic (1972) ISBN 9788492718115 i reeditada per la Fundació Valvi (2009)
- Els barrets de Presència. Editorial Pòrtic (1973) ISBN 9788430058204
- Cinc apunts cal·ligràfics d'una Girona compartida amb Josep Perpiñà. Dalmau Carles Pla (1978) ISBN 9788472160323
- Francesc Ferrer: la batalla de la llengua. Xarxa Cultural[6] (1988) ISBN 8486487064
- Girona grisa i negra, després de 27 anys (1972-1999). Ajuntament de Girona (2001) (Amb N.J. Aragó i J. Guillamet)
- Demà serà diumenge[7]. Diari d'Andorra (2007) ISBN 9789992057339
- Pessebre amb figures (13 contes de Nadal). Diputació de Girona (2007) ISBN 9788496747227
- Memòria d'Ifni .[8] Curbet - CCG Edicions Girona[9] (2008) ISBN 9788496766518
- La Naturalesa Humana (Contes de Nadal). Rupes Nigra i la Fundació Atrium Artis (2018) ISBN 9788409063222
- Hèlios (Jordi Soler): Contra la dictadura amb humor. Fundació Atrium Artis (2023)

## Premis i distincions
- Premi Anàbasis de narració per Correo de la noche (1957)[10]
- 3r Premi Misión de narració per Les quatre llunes d'en Jordi (1962)[11]
- Premi periodístic del Ministerio de Información y Turismo per “La Rambla” (1968)
- Premi Gerion de periodisme per “Les draçanes de la Costa Brava” (1974)
- Premi Govern d'Andorra de contes de Nadal per "Pessebre amb figures" (2000)
- En el camp de l'ensenyament, el 1964 va rebre el premi del Ministerio de Educación per la campanya d'alfabetització d'adults a la població de Palamós.